# Barbara Abart
Barbara Abart (* 18. August 1985 in Schlanders) ist eine ehemalige italienische Naturbahnrodlerin. Sie wurde 2005 Vizeweltmeisterin, gewann die Bronzemedaille bei der Europameisterschaft 2004 und insgesamt drei Medaillen bei Juniorenwelt- und Europameisterschaften. Im Weltcup erreichte sie mit sechs Podestplätzen zweimal den fünften Gesamtrang, zudem wurde sie zweimal Italienische Meisterin.

## Karriere
Abart nahm ab 2001 an internationalen Juniorenmeisterschaften teil und fuhr bei der Junioreneuropameisterschaft 2001 und bei der Juniorenweltmeisterschaft 2002 jeweils unter die besten fünf. In den Jahren 2001 und 2003 wurde sie Italienische Meisterin.
Die Europameisterschaft 2002 in Frantschach-Sankt Gertraud war Abarts erste internationale Meisterschaft in der Allgemeinen Klasse. Sie setzte sich in der mannschaftsinternen Qualifikation gegen Irene Mitterstieler durch und belegte im Wettkampf den vierten Rang. Ab der Saison 2002/2003 startete Abart im Weltcup. In ihrem ersten Weltcuprennen, dem Parallelwettbewerb in Völs am 21. Dezember 2002, musste sich die damals 17-Jährige als Jüngste des Teilnehmerfeldes nur ihrer Landsfrau Renate Gietl im Finale geschlagen geben. Auch in ihrem zweiten Weltcuprennen am 11. Januar 2003 in Umhausen erreichte sie den zweiten Platz, womit sie kurzzeitig die Weltcupführung übernahm. Im weiteren Saisonverlauf konnte sie an diese Ergebnisse jedoch nicht mehr anschließen. Sie bestritt nur noch zwei Weltcuprennen und belegte im Gesamtweltcup punktegleich mit der Österreicherin Sabine Kogler den achten Rang. Bei der Junioreneuropameisterschaft in Kreuth gewann sie die Silbermedaille, kam aber bei der Weltmeisterschaft 2003 in Železniki nur auf Rang zehn.
In der Saison 2003/2004 bestritt Abart lediglich drei Weltcuprennen. Mit einem zweiten Rang im Parallelwettbewerb von Triesenberg und weiteren zwei Top-10-Ergebnissen wurde sie punktegleich mit der Deutschen Michaela Maurer Gesamt-Neunte. Bei der Juniorenweltmeisterschaft 2004 in Kindberg gewann sie mit nur einer Hundertstelsekunde Rückstand auf Sandra Lanthaler die Silbermedaille und bei der Europameisterschaft 2004 in Hüttau erreichte sie Platz drei. Nachdem Abart in den ersten drei Weltcuprennen der Saison 2004/2005 zum Teil nur knapp das Podest verpasst hatte, erreichte sie in Oberperfuss und beim Finale in Olang zwei dritte Plätze, womit sie im Gesamtweltcup den fünften Rang erzielte. Den größten Erfolg ihrer Karriere feierte sie bei der Weltmeisterschaft 2005 in Latsch, als sie hinter der Russin Jekaterina Lawrentjewa Vizeweltmeisterin wurde. Am Saisonende erzielte sie bei der Junioreneuropameisterschaft 2005 in Kandalakscha den dritten Platz.
Nach diesem Winter legte Abart eine einjährige Pause ein, um neue Motivation zu finden. In der Saison 2006/2007 kehrte sie wieder ins Wettkampfgeschehen zurück und fuhr in fünf von sechs Weltcuprennen unter die besten fünf, aber nur einmal als Dritte des vorletzten Rennens in Moos in Passeier auf das Podest. Sie erreichte damit wie schon zwei Jahre zuvor den fünften Platz im Gesamtweltcup. Bei der Weltmeisterschaft 2007 in Grande Prairie kam sie nicht an ihre Weltcupergebnisse heran und wurde nur Neunte. Zudem belegte sie im Mannschaftswettbewerb zusammen mit Florian Breitenberger, Martin Psenner und Johannes Hofer den sechsten Platz. Nach der Saison beendete Abart endgültig ihre Karriere.

## Sportliche Erfolge

### Weltmeisterschaften
- Železniki 2003: 10. Einsitzer
- Latsch 2005: 2. Einsitzer
- Grande Prairie 2007: 9. Einsitzer, 6. Mannschaft

### Europameisterschaften
- Frantschach 2002: 4. Einsitzer
- Hüttau 2004: 3. Einsitzer

### Juniorenweltmeisterschaften
- Gsies 2002: 4. Einsitzer
- Kindberg 2004: 2. Einsitzer

### Junioreneuropameisterschaften
- Tiers 2001: 5. Einsitzer
- Kreuth 2003: 2. Einsitzer
- Kandalakscha 2005: 3. Einsitzer

### Weltcup
- 2× 5. Gesamtrang im Einsitzer in den Saisonen 2004/2005 und 2006/2007
- 6 Podestplätze

### Italienische Meisterschaften
- Italienische Meisterin im Einsitzer 2001 und 2003